# Монтсеррат Фігерас
Монтсерра́т Фігерас (ісп. Montserrat Figueras; 15 березня 1942, Барселона — 23 листопада 2011, Барселона) — іспанська співачка (сопрано), виконавиця старовинної музики.

## Біографія
З дитинства займалася акторською майстерністю і вокалом (сопрано), співала в місцевому хорі «Алилуя» (Aleluya), потім закінчила музичну академію Schola Cantorum Basiliensis в Базелі (Швейцарія), де вивчала виконавські традиції Середньовіччя та Ренесансу.
Після повернення на батьківщину Монтсеррат Фігерас співала в ансамблі «Ars Musicae».
У 1968 році вийшла заміж за студента Барселонської консерваторії Жорді Саваля, разом з яким згодом створила ансамблі старовинної музики «Hesperion XX» (1974, тепер  — Hesperion XXI), «Capella Reial de Catalunya» (1987) і «Le Concert des Nations» (1989), що виконували старовинну музику епохи Середньовіччя та Ренесансу.
Монтсеррат Фігерас записала кілька сольних альбомів.
Окрім пісень Європи вона також досліджувала музику Стародавнього Сходу.
Один з останніх виступів співачки відбувся в червні 2010 року на Феському фестивалі в Марокко, де разом з ізраїльськими, палестинськими, іракськими, грецькими і вірменськими музикантами Монтсеррат Фігерас і Жорді Саваль відтворили історію Єрусалиму з часів Стародавнього Ізраїлю до наших днів.
Померла 23 листопада 2011 року в своєму будинку в Бельятері (Барселона) від раку.
Монтсеррат Фігерас була похована в монастирі Педральбес в Барселоні.

### Нагороди
Фігерас отримала кілька міжнародних нагород за понад 60 платівок та записів компакт-дисків, як наприклад французьку нагороду «Grand Prix de l'Académie du Disque Français», голландську нагороду «Edison Klassiek», «Grand Prix de la Nouvelle Académie du Disque» (1992) та «Grand Prix de l'Académie Charles-Cros» (1993). У 2001 році вона була удостоєна Греммі за її діяльність з відродження старовинної музики. У 2003 році вона отримала звання «Офіційний представник французького мистецтва та літератури» від уряду Франції. У 2008 році Монтсеррат Фігерас та її чоловік Жорді Саваль були проголошені «Посланцями миру» ЮНЕСКО. У 2011 році вона отримала Хрест святого Георгія від Женералітату Каталонії в Барселоні за внесок у розвиток старовинної музики. Того ж року вона отримала Греммі за компакт-диск «Dinastia Borgia. Església i poder al Renaixement» («Династія Борджія. Церква і влада в епоху Відродження»).